# Двунадесятые праздники
Двунадеся́тые пра́здники (также дванадесятые праздники) — двенадцать важнейших после Пасхи праздников в православии. Посвящены событиям земной жизни Иисуса Христа и Богородицы, входят в число великих праздников, в Типиконе отмечены красным крестом в полном круге . Имеют свои предпразднства, попразднства и отдания.

## Перечень и типы праздников
Двунадесятые праздники (по хронологии церковного года, который начинается 1 (14) сентября):
- Рождество Пресвятой Богородицы — 8 (21) сентября;
- Воздвижение Креста Господня — 14 (27) сентября;
- Введение во храм Пресвятой Богородицы — 21 ноября (4 декабря);
- Рождество Христово — 25 декабря (7 января);
- Крещение Господне — 6 (19) января;
- Сретение Господне — 2 (15) февраля;
- Благовещение Пресвятой Богородицы — 25 марта (7 апреля);
- Вход Господень в Иерусалим — ближайшее воскресенье перед Пасхой, 6-е воскресенье Великого поста, в церковном календаре также называется Неделей ваий или цветоносной или Вербным воскресеньем. Переходящий;
- Вознесение Господне — 40-й день после Пасхи, четверг 6-й седмицы после Пасхи. Переходящий;
- День Святой Троицы — 50-й день после Пасхи, 8-е воскресенье после Пасхи. Переходящий;
- Преображение Господне — 6 (19) августа;
- Успение Пресвятой Богородицы — 15 (28) августа.

Большинство двунадесятых праздников непереходящие, то есть имеют фиксированную дату. В зависимости от тематики, все двунадесятые праздники являются либо Господскими, либо Богородичными — Господские по статусу выше Богородичных.

## Структура праздников
Кроме самого дня праздника, почти все двунадесятые праздники имеют дополнительные особые дни:
- предпразднство — это дни, подготавливающие верующих к празднику;
- попразднство — продолжение праздника;
- отдание — заключительный день попразднства — на богослужении повторяется большинство песнопений праздничной службы.

Некоторые из Господских праздников, кроме того, предваряются и заключаются особыми субботами и неделями (воскресными днями).
Все двунадесятые праздники имеют по одному дню предпразднства, за исключением:
- Рождества Христова — 5 дней предпразднства, в связи с тем, что Рождество — самый большой из двунадесятых праздников;
- Богоявления — 4 дня предпразднства, ибо Богоявление — второй после Рождества двунадесятый праздник;
- Входа Господня в Иерусалим — нет ни предпразднства, ни попразднства в связи с началом Страстной седмицы;
- Вознесения Господня — нет предпразднства, так как сам праздник стоит на следующий день после отдания Пасхи, которая выше всех праздников (праздников Праздник и Торжество из торжеств), поэтому предпразднство Вознесения «не помещается» на своё место[3];
- Дня Святой Троицы — нет предпразднства.

Число дней попразднства бывает неодинаковым — от 1 до 8 дней, смотря по большей или меньшей близости одних праздников к другим, или к дням поста. Последний день попразднства носит название отдания праздника и отличается от остальных дней попразднства большей торжественностью богослужения, имея в службе бо́льшую часть песнопений и молитв самого праздника.

## Богослужение
Службы двунадесятых праздников неподвижного круга находятся в Минеях месячных, где расположены службы святым и праздникам на каждый день года. Службы двунадесятых праздников подвижного круга находятся в Триодях Постной и Цветной, где записаны все богослужения пасхального цикла.
В период предпразднства на службах, посвящённых рядовым дням Минеи, начинают появляться песнопения грядущего великого праздника, всё увеличиваясь в количестве и достигая кульминации в сам день праздника, когда поются только одни эти праздничные песнопения. В дни попразднства содержание служб опять возвращается к святым и событиям Минеи, но также имеют место и праздничные песнопения, количество которых все уменьшается, а в день отдания праздника снова преобладают.
На всенощном бдении двунадесятых праздников служится Великая вечерня, но на Рождество Христово, Богоявление и Благовещение — Великое повечерие, а затем утреня.
На праздничном всенощном бдении всех двунадесятых праздников служится лития (что значит «усиленное моление»). На литии поминаются общецерковные и местные святые, произносятся особые прошения об избавлении от всяческих бедствий. В это время поётся особая ектения с многократным «Господи, помилуй». Затем бывает благословение пяти хлебов (в память о евангельском чуде насыщения 5000 человек пятью хлебами), а также пшеницы, вина и елея. Этот обычай идёт с глубокой древности — это освящение «плодов земли», во время которого люди молят Бога о ниспослании изобилия, благоденствия и мира. Во время каждения хлебов трижды торжественно поётся тропарь праздника.
Богослужение двунадесятых Господских праздников
Двунадесятых Господских праздников всего семь.
- Непереходящие праздники: Воздвижение Креста Господня, Рождество Христово, Крещение Господне, Преображение.
- Переходящие праздники: Вход Господень в Иерусалим, Вознесение, Пятидесятница.

Особенности богослужения:
1. Служба Господского праздника будет одинакова в любой день седмицы (даже если праздник выпадает в Воскресный день, то воскресная служба совсем опускается).
2. Если Господский праздник попадает на воскресенье или понедельник, то на Великой вечерне поётся «Блажен муж», если со вторника по субботу, то «Блажен муж» отменяется.
3. На литургии поются праздничные антифоны.
4. На Малом входе добавляется входной стих в речь диакона перед Царскими Вратами, после этого «Приидите поклонимся» не поётся[6], а поётся тропарь и кондак праздника.
5. Вместо Святый Боже, в Рождество Христово, Крещение Господне и Пятидесятницу поётся: «Ели́цы во Христа́ крести́стеся, во Христа́ облеко́стеся, аллилу́ия.», а на Воздвижение Креста Господня:  «Кресту́ Твоему́ покланя́емся, Влады́ко, и Свято́е Воскресе́ние Твое́ сла́вим.»
6. Имеют особый праздничный отпуст.
7. В день двунадесятого праздника вечером вечерня совершается с торжественным входом и великим прокимном. Если праздник случается в субботу, то великий прокимен переносится с вечера дня праздника на вечерню самого праздника вместо рядового прокимна.
8. В отдание праздника на Литургии читается только один[7] рядовой Апостол и одно Евангелие дня.

Богослужение двунадесятых Богородичных праздников
Двунадесятых Богородичных праздников всего пять: Рождество Богородицы, Введение, Благовещение, Успение и Сретение Господне (Сретение имеет некоторые богослужебные особенности Господских праздников, но в большей степени соответствует Богородичным). Все перечисленные праздники непереходящие (неподвижные).
На эти праздники также положено Всенощное бдение. Если праздник выпадает на будни дни и на субботу, то служится служба только празднику, а если на воскресенье, то происходит соединение двух служб — Богородичной и воскресной. Это происходит потому, что нельзя отменять господский праздник, которым является воскресный день, праздником меньшим, пусть даже и двунадесятым, так как Богородица не выше Христа.
Особенности богослужения:
1. На «Господи, воззвах» поются стихиры праздника.
2. После прокимна вечерни («Господь воцарися, в лепоту облечеся») читаются паремии праздника.
3. На Благословении хлебов трижды поётся тропарь праздника.
4. На «Бог Господь» воскресный тропарь поётся дважды, на «Слава и ныне» тропарь праздника.
5. Полиелей, величание празднику с избранным псалмом и тропари воскресные по непорочных.
6. Антифоны воскресные текущего гласа, но прокимен и Евангелие праздника.
7. После Евангелия поётся «Воскресение Христово видевше»
8. Воскресная стихира по Евангелии заменена стихирой праздника.
9. Каноны поются: воскресный и оба канона празднику (Богородице).
10. После 3-й песни Канона кондак воскресный, по 6-й Богородицы.
11. Припевы по 8-й песни не поют, а читают «Честнейшую».
12. «Свят Господь Бог наш» не отменяется.
13. После Великого славословия тропарь только воскресный.
14. На Литургии по входе «Воскресый из мертвых…», а не «молитвами Богородицы».
15. Прокимен, Апостол, аллилуиарий, Евангелие и запричастный стих — сначала воскресный, затем праздника.
16. «Достойно есть» заменяется задостойником.
17. На славлении после отпуста, или по заамвонной молитве, тропарь, кондак и величание праздника.

Служба Сретения имеет лишь два отличия, приближающих этот Богородичный праздник к Господским:
1. Праздничный отпуст, начинающийся словами: "Иже во объятиях праведнаго Симеона носитися изволивый нашего ради спасения Христос, истинный Бог наш: " — но в воскресный день он заменяется словами: «Воскресый из мертвых…»
2. Во время Литургии на малом входе есть входный стих: «Сказа́ Господь Спасение Своё, пред языки откры́ Правду Свою.»

## Иконография
Иконы двунадесятых праздников в храмах, где есть полный иконостас, принято размещать во втором снизу ряду, между местным и деисусным рядами; если храм освящён в честь одного из двунадесятых праздников, то соответствующая икона бывает и в местном ряду.